# Berliet PF
Der Berliet PF war ein nur als Chassis erhältliches PKW-Modell der Fahrzeugherstellers Berliet in Lyon aus dem Jahre 1910, welches aufgrund seiner effektiven Leistung auch als Berliet 40 CV bezeichnet wurde.

## Geschichte und Technik
Das Fahrzeug erhielt seine allgemeine Betriebserlaubnis  durch den örtlich und sachlich zuständigen, Inspecteur des Mines am 16. April 1910. Für 30 Fahrzeuge dieses Typs wurden die Chassisnummern 2091–2100, 3351–3360 und 3846–3855 reserviert. Welche der Fahrzeuge wann gebaut wurden, ist nicht überliefert. Das Produktionsende dieses Typs ist den Akten nicht zu entnehmen.
Der auch im Berliet P eingebaute Sechszylindermotor hatte eine Bohrung von 100 und einen Hub von 140 mm, also einen Hubraum von 6597 cm³. Steuerlich war das Auto mit 33 CV fiscaux eingestuft, die bei 900/min. abgegebene effektive Leistung betrug – wie beim Berliet P – 40 PS.
Das Getriebe hatte vier Vorwärtsgänge und einen Rückwärtsgang. Der Antrieb erfolgte – im Unterschied zum Berliet P und Berliet P1 – über eine Kardanwelle auf die Hinterachse. Das Fahrzeug hatte Rechtslenkung.